# 인천한빛초등학교
인천한빛초등학교는 대한민국 인천광역시 남동구의 위치한 초등학교이다.

## 학교 연혁
- 2012년 5월 1일: 개교

## 학교 상징
- 교목(校木) - 소나무
- 교화(敎化) - 장미

## 참고 문헌
- 인천한빛초등학교 - 한국교육학술정보원 학교알리미